# Leeds Forge Company

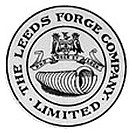
Logo um 1905

Die Leeds Forge Company war eine britische Wagenbauanstalt in Leeds in West Yorkshire.

## Geschichte
Das Unternehmen wurde 1874 von Samson Fox gegründet. Einen erheblichen Teil der Finanzierung für die Gründung stellten die befreundeten Schiffsbauer
Scotts of Greenock bereit. Die ersten Produkte der Schmiede waren Treibrad- und Kropfachsen für Dampflokomotiven.

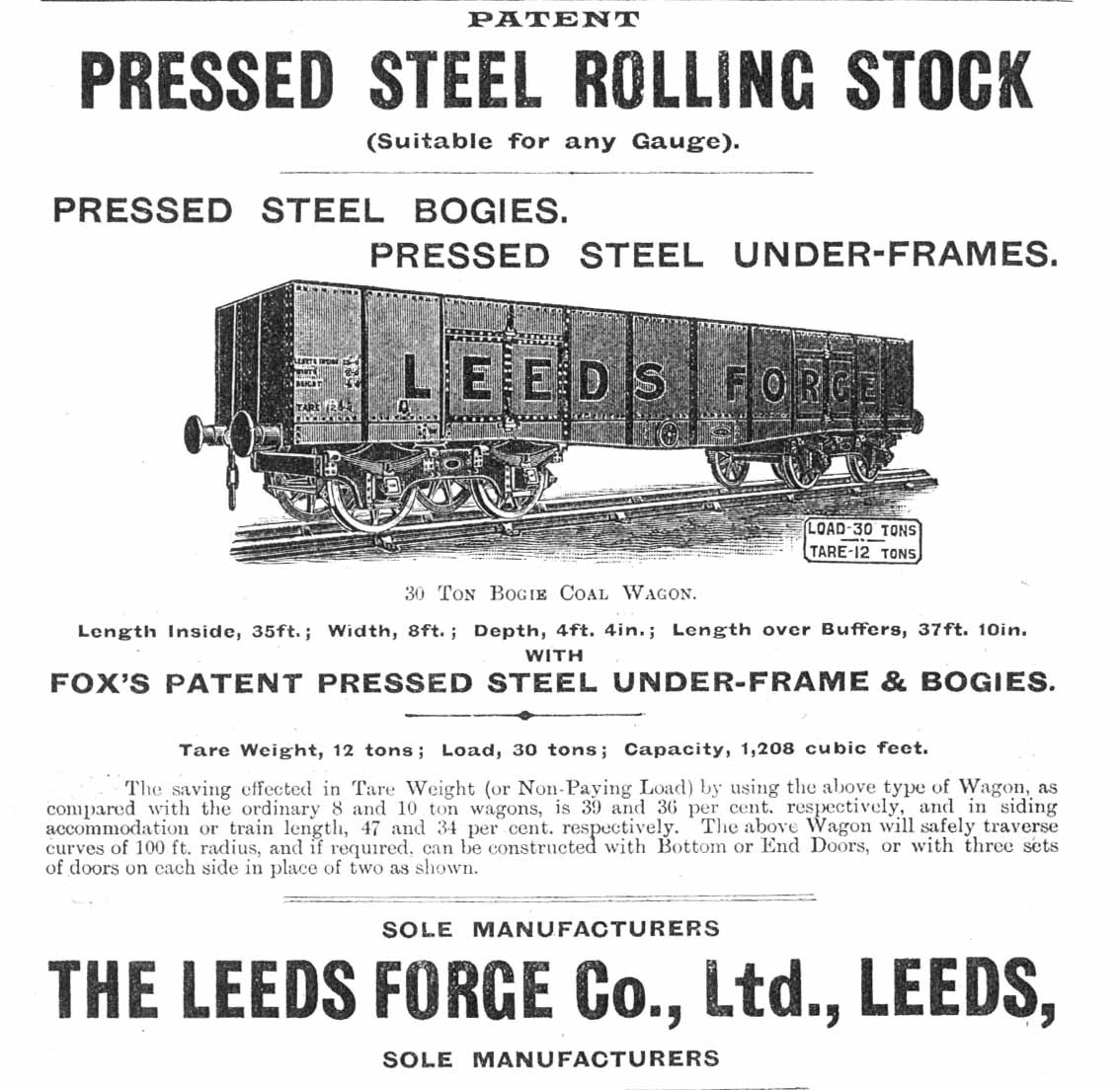
Anzeige aus dem Jahr 1900

Zu dieser Zeit wurden traditionelle Eisenbahnwagen aus stabilen Holzrahmen mit Holzaufbauten gebaut. Dadurch entstand ein sehr schweres Fahrzeug, das eine beträchtliche Lokomotivleistung benötigte. Samson Fox entwickelte ein Verfahren Eisenbahnwagen aus gepresstem Stahl bzw. Stahlblech zu produzieren, was eine vergleichbare Festigkeit bei erheblicher Einsparung an Eigengewicht ergab. Da das Interesse in Großbritannien damals gering war, brachte Fox seine Ideen in die USA. 1889 wurde das Unternehmen Fox Solid Pressed Steel Company in Joliet bei Chicago, unter dem Generaldirektor James Buchanan Brady und dem Geschäftsführer Clem Hackney, der zuvor für die Union Pacific Railroad gearbeitet hatte, gegründet. Bis 1893 beschäftigte das Werk 400 Mitarbeiter und produzierte 80 Fahrzeuge pro Tag. Dazu gehörten sowohl Straßenbahnfahrzeuge, als auch Güterwagen. 1896 wurde in Pittsburgh ein zweites größeres Werk gebaut. 1899 verkaufte Fox jedoch seinen amerikanischen Betrieb an den Konkurrenten Charles T. Schoen, der die Pressed Steel Car Company gründete. Schoen hatte zuvor mit der eigenständigen Entwicklung von Eisenbahnwagen aus Pressstahl einen parallelen Weg eingeschlagen. Das Unternehmen in Leeds wurde weitergeführt und einer der ersten Eisenbahngesellschaften war die Caledonian Railway, die 1901 Leeds Forge den Auftrag für 30 Erzwagen aus Pressstahl nach Musterblatt 54 erteilte. Bald folgten weitere Gesellschaften und 1920 übernahm Leeds Forge die beiden Unternehmen Bristol Wagon and Carriage Works Company und Newlay Wheel Company. 1923 wurde das Unternehmen schließlich von Cammell, Laird & Company aufgekauft. Der Name „Leeds Forge“ wurde aber als Markenname beibehalten.

## Produkte

### Eisenbahnwagen
Leeds Forge produzierte Eisenbahnwagen verschiedenster Bauart und Spurweite für Gesellschaften in der ganzen Welt, vor allem in den damaligen Kolonien. Neben Personen- und Güterwagen wurden auch Speise- und Schlafwagen gefertigt. Auch die Compagnie Internationale des Wagons-Lits (CIWL) gehörte zum Kundenkreis. Unter anderem belieferte man die Baro-Kano Railway, die Central South African Railways, die Egyptian State Railways, die Gold Coast Railway, die Natal Government Railways und die Uganda Railway in Afrika, sowie die Great Indian Peninsula Railway, die Barsi Light Railway und viele weitere Gesellschaften in Britisch-Indien. Aber auch Gesellschaften in Südamerika und die Kowloon-Canton Railway in Hongkong bestellten Eisenbahnwagen bei Leeds Forge.

#### Heimischer Markt
In Großbritannien selber konnte das Unternehmen nie wirklich Fuß fassen. Nur wenige britische Gesellschaften, wie die Great Central Railway, die Midland Railway und die North Eastern Railway, bestellten gelegentlich kleinere Stückzahlen an Güterwagen.
Größter Abnehmer in Großbritannien war die Caledonian Railway, die zwischen 1901 und 1912 immerhin 327 Güterwagen dreier verschiedener Baureihen in Auftrag gab.

### Triebfahrzeuge
Obwohl Leeds Forge kein Lokomotivhersteller war, experimentierte man mehrmals mit angetriebenen Fahrzeugen. So entstanden 1914 die Triebwagen Nr. 38 und 39 für die Baker Street and Waterloo Railway in London und 1928 produzierte man im Auftrag von English Electric drei elektrisch betriebene Selbstentladewagen, die bei British Portland Cement in Greenhithe in der Grafschaft Kent, zum Einsatz kamen.

## Galerie

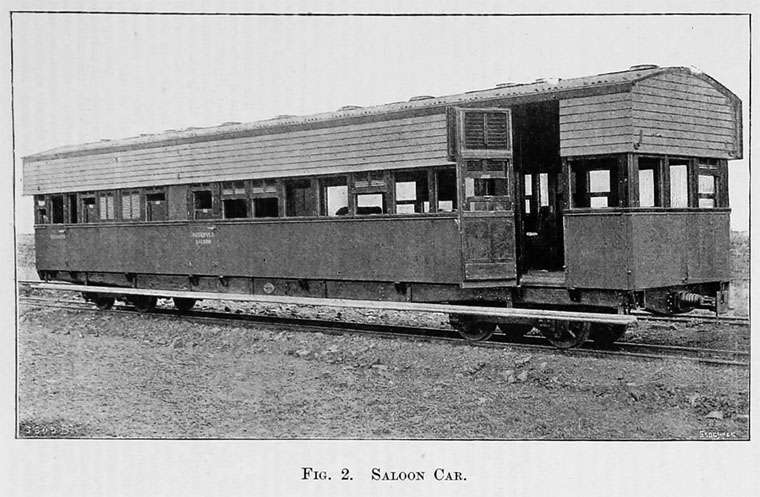
Personenwagen der Barsi Light Railway, 1897
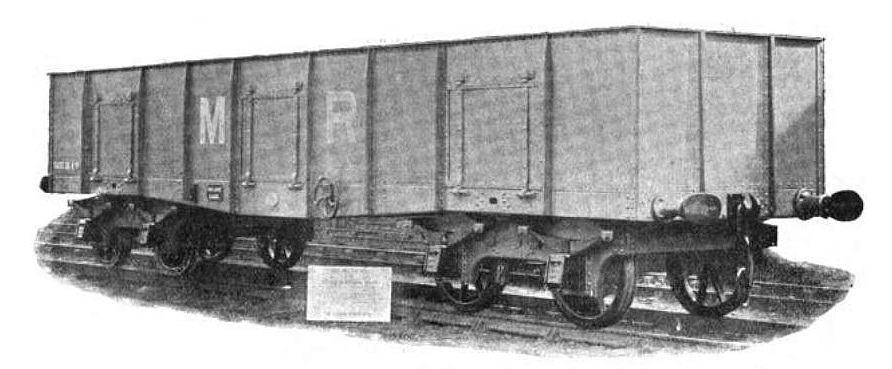
Drehgestellwagen der Midland Railway, 1902
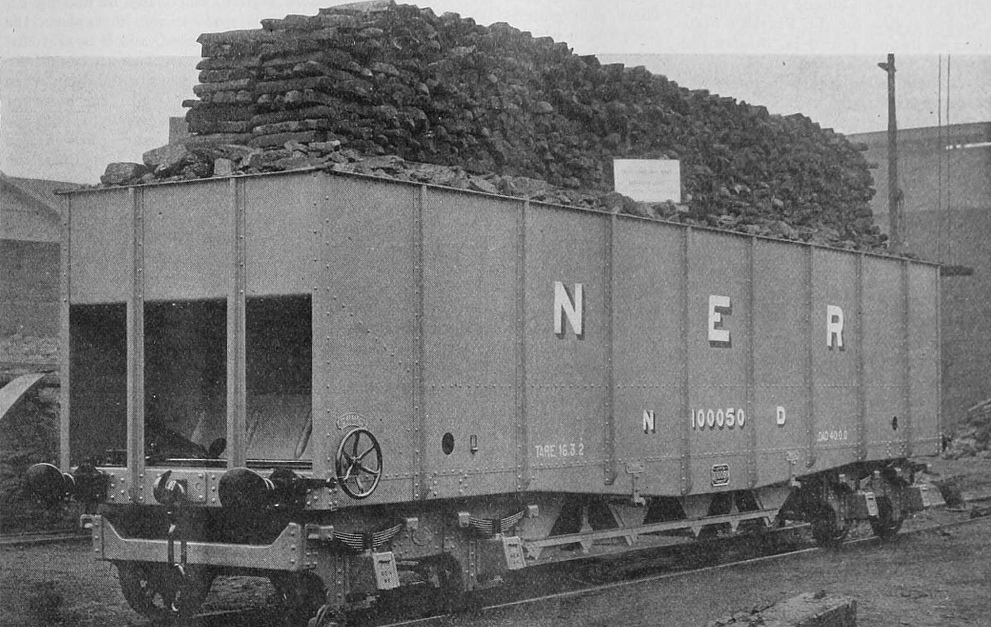
Selbstentladewagen der North Eastern Railway, 1903
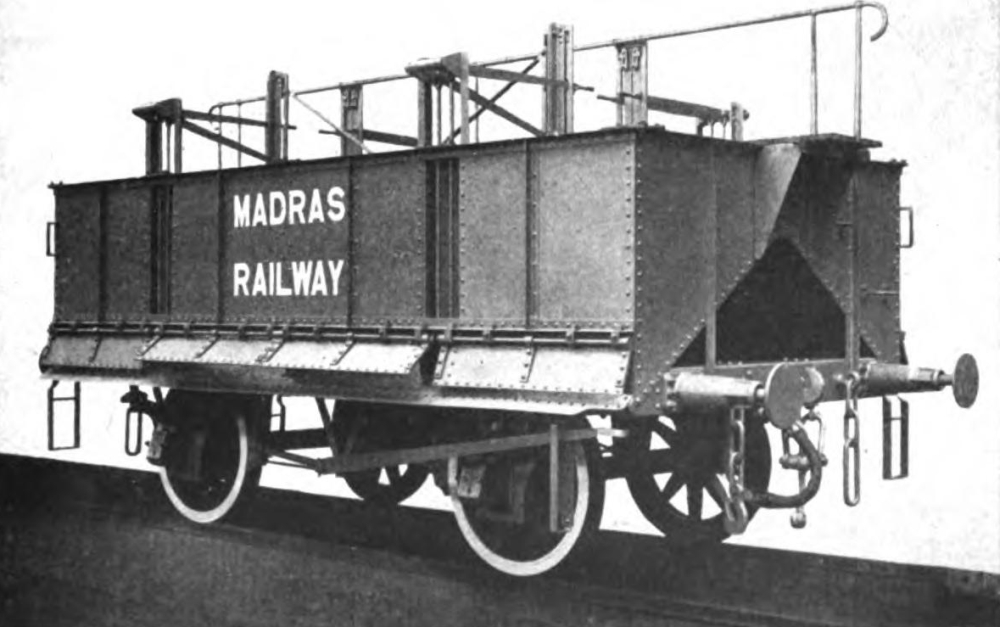
Schotterwagen der Madras Railway, 1905
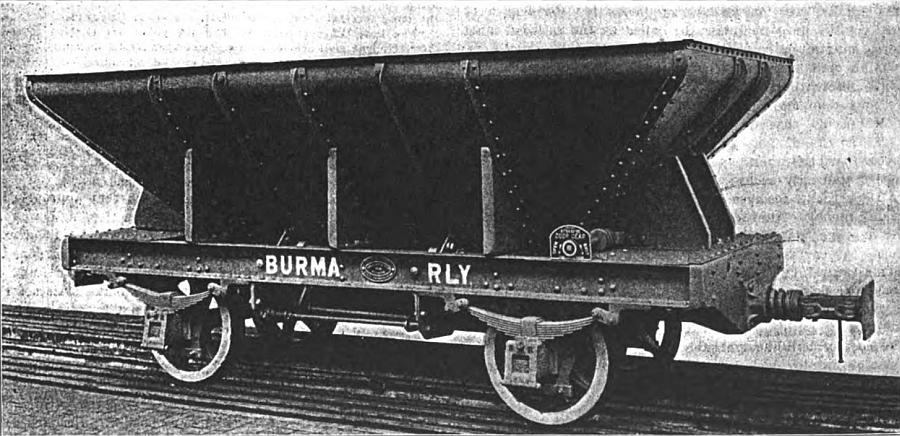
Schotterwagen für verschiedenen indische Bahnen, 1908
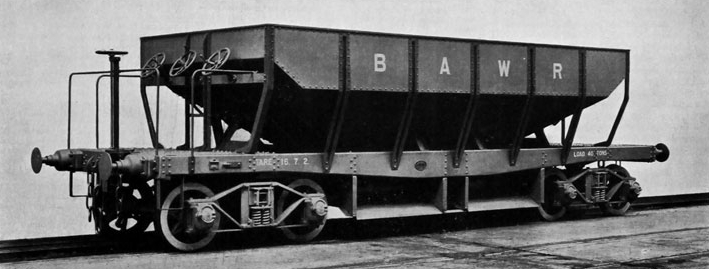
Trichter-Schotterwagen für Argentinien und Indien, ab 1911
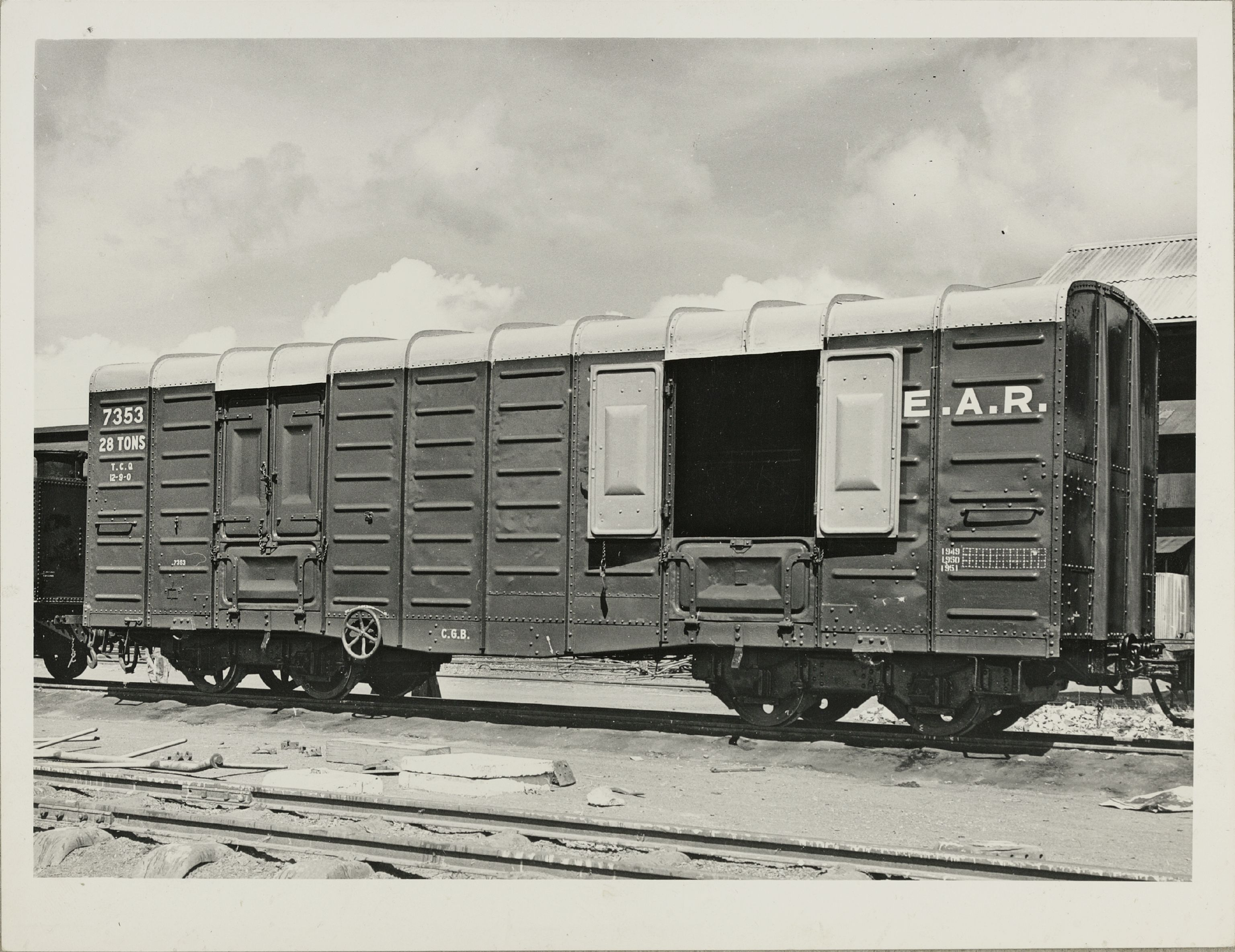
Gedeckter Güterwagen für die Uganda Railway, ab 1914